# Сільвія Грухала
Сільвія Грухала (пол. Sylwia Gruchała, нар. 6 листопада 1981, Гдиня, Польща) — польська фехтувальниця на рапірах, срібна (2000 рік) та бронзова (2004 рік) призерка Олімпійських ігор, дворазова чемпіонка світу, п'ятиразова чемпіонка Європи.

## Виступи на Олімпіадах
| Олімпіада   | Дисципліна           | Місце |
| ----------- | -------------------- | ----- |
| Сідней 2000 | індивідуальна рапіра | 13    |
| Сідней 2000 | командна рапіра      | 2     |
| Афіни 2004  | індивідуальна рапіра | 3     |
| Пекін 2008  | індивідуальна рапіра | 20    |
| Пекін 2008  | командна рапіра      | 7     |
| Лондон 2012 | індивідуальна рапіра | 17    |
| Лондон 2012 | командна рапіра      | 5     |